# Паранорман, или Как приручить зомби
«Паранорман, или Как приручить зомби» (англ. ParaNorman) — анимационный 3D-фильм с использованием кукольной мультипликации от студии Laika, известной своей работой над мультфильмами «Коралина в стране кошмаров» и «Труп невесты». Главные роли озвучивают Коди Смит-МакФи, Анна Кендрик, Лесли Манн, Кейси Аффлек. 

Мультфильм распространяется компанией Focus Features, премьера состоялась 17 августа 2012 года в США и 23 августа 2012 в России. Мультфильм занимает 7 место в списке самых кассовых кукольных мультфильмов.

## Сюжет
События разворачиваются в маленьком городке Блит-Холлоу (штат Массачусетс) и повествуют о мальчике Нормане, который может видеть призраков и разговаривать с ними. Из-за векового проклятия город подвергается нападению восставших мертвецов и благодаря своему дару один лишь Норман в силах всех спасти.

## Роли озвучивают
- Коди Смит-МакФи — Норман Бэбкок
- Анна Кендрик — Кортни Бэбкок, сестра Нормана
- Таккер Албрицци — Нил Доун, друг Нормана
- Кристофер Минц-Плассе — Элвин, школьный хулиган
- Лесли Манн — Сандра Бэбкок, мать Нормана
- Джефф Гарлин — Перри Бэбкок, отец Нормана
- Элейн Стритч — призрак бабушки Нормана
- Кейси Аффлек — Митч Доун, 18-летний брат Нила
- Бернард Хилл — судья Хопкинс, предводитель зомби.
- Темпестт Блэдзой — шериф Жозефина Хупер
- Джон Гудмен — мистер Прендергхаст, дядя Нормана, городской сумасшедший
- Алекс Борштейн — миссис Хеншер, учительница Нормана
- Джодель Ферланд — Агата Прендергхаст, призрак девочки жившей в XVIII веке
- Кэм Кларк — жители Блит-Холлоу
- Ханна Нойз — одноклассница Нормана
- Скотт Менвилл — помощник шерифа Дуэйн
- Кирк Бэйли — житель Блит-Холлоу

## Отзывы
Фильм получил положительные отзывы. На сайте Rotten Tomatoes фильм имеет рейтинг 89 % на основе 186 рецензий.